# Ukraińska cerkiew greckokatolicka w latach 1939–1941

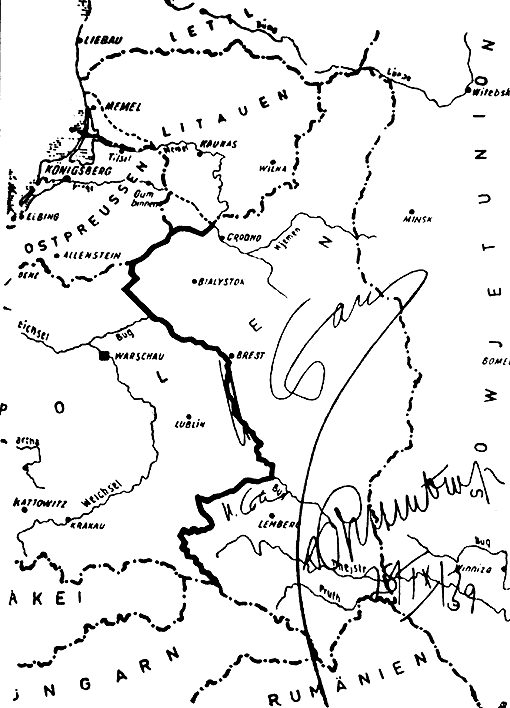
Mapa ostatecznego rozdzielenia Polski pomiędzy III Rzeszę a ZSRR z 28.09.1939 r. z wytyczoną linią graniczną. Podpisy za zgodność: Stalin, Ribentropp, data

Ukraińska cerkiew greckokatolicka została we wrześniu 1939 wskutek paktu Ribbentrop-Mołotow, oraz agresji Niemiec i ZSRR na Polskę rozdzielona na dwie niezależne części.

## Okupacja radziecka
Okupacja radziecka objęła obszar archieparchii lwowskiej, eparchii stanisławowskiej, oraz większą (wschodnią) część eparchii przemyskiej.
Cerkiew greckokatolicka na ziemiach okupowanych przez Związek Radziecki była traktowana gorzej niż Kościół rzymskokatolicki. Władze sowieckie zaatakowały głównie zakony, stanowiące materialną podstawę egzystencji instytucji kościelnych (konfiskata majątków ziemskich w październiku 1939), oraz wychowawczą misję Cerkwi (usunięcie religii ze szkół, rozwiązanie organizacji religijnych, planowa ateizacja).
Obawiając się o los Cerkwi, oraz swój własny, metropolita Andrzej Szeptycki po uzyskaniu zgody papieża Piusa XII, tajnie konsekrował 21 grudnia 1939 na swego następcę biskupa Josyfa Slipego. Było to podyktowane tym, że biskup pomocniczy Iwan Buczko wyjechał przed wybuchem wojny na wizytację greckokatolickich parafii w Ameryce Południowej, i nie zdążył powrócić. Cerkiew greckokatolicka pod okupacją sowiecką miała utrudniony kontakt z Watykanem. Metropolita Szeptycki utrzymywał kontakt listowny, albo przez jezuitę, ks. Jerzego Moskwę, albo przez węgierskiego nuncjusza apostolskiego – Angelo Rottę. Był to jednak kontakt niezbyt skuteczny, przekazywanie listów trwało czasem nawet kilka miesięcy.
Jeszcze w 1907 metropolita Szeptycki uzyskał od papieża Piusa X uprawnienia na tworzenie organizacji i hierarchii katolickiej obrządku wschodniego na obszarze Rosji. We wrześniu 1939 stwierdził, że sytuacja polityczna sprzyja rozszerzeniu cerkwi greckokatolickiej na teren całego ZSRR. Posiadając bardzo ograniczony kontakt z Watykanem, we wrześniu 1939 mianował 4 egzarchów, mających tworzyć struktury Cerkwi na terenie całego ZSRR: Mykołę Czarnećkiego (Wołyń, Polesie, Podlasie), Klemensa Szeptyckiego (Rosja i Syberia), Josefa Slipego (Ukraina) i Antoniego Niemancewicza (Białoruś).
19 kwietnia 1940 we Lwowie rozpoczął się Synod Arcybiskupi. Omawiano na nim metody działalności Cerkwi w realiach sowieckiej rzeczywistości. W Synodzie brało udział 80 duchownych. Po zakończeniu Synodu (17 sierpnia) 14 jego uczestników zostało aresztowanych.
30 maja 1940 papież Pius XII unieważnił poprzednio wydane Szeptyckiemu uprawnienia na działalność na terenie ZSRR. 2 czerwca wydano dokument unieważniający, jednak wysłano go do Lwowa dopiero w listopadzie 1940. W międzyczasie, 18-19 września 1940 odbył się tajny synod egzarchów, na którym potwierdzono postanowienia synodu piotrogrodzkiego z 1917, oraz zredagowane własne, a sumie w 100 kanonach. Postanowiono również, że egzarchaty będą podlegać bezpośrednio Stolicy Apostolskiej i zaplanowano ich pracę.
Po doręczeniu w listopadzie 1940 decyzji papieskiej, Szeptycki zwołał egzarchów, przekazał im treść listu, i stwierdził, że nie posiada nawet uprawnień do odebrania ich rezygnacji. Egzarchowie mieli we własnym sumieniu zdecydować, co zamierzają dalej robić. Po kilkumiesięcznym namyśle wszyscy czterej egzarchowie na synodzie 13-16 czerwca 1941 we Lwowie (bez udziału Szeptyckiego), zdecydowali kontynuować działalność religijną do czasu otrzymania kolejnej decyzji. Uchwałę synodu przesłano do Watykanu. Papież nadał Szeptyckiemu uprawnienia delegata apostolskiego wobec egzarchów, potwierdził również ich nominacje.
Problemem dla Cerkwi stały się naciski władz sowieckich na księży (nałożenie wysokich podatków, skierowanie do pracy przy sadzeniu lasu i budowie dróg, aresztowania), w wyniku których księżą porzucali stan duchowny i przechodzili do lepiej płatnej cywilnej pracy (tak działo się na przykład w eparchii stanisławowskiej).
Już w jesieni 1939 patriarchat Rosyjskiej Cerkwi Prawosławnej rozpoczął przygotowania do wchłonięcia Ukraińskiej Cerkwi Greckokatolickiej we wschodniej części Galicji. 17 października 1939 biskupowi Pantelejmonowi nadano tytuł egzarchy patriarszego dla ziem Zachodniej Białorusi i Zachodniej Ukrainy. Zaraz po nominacji ogłosił on posłanie, w którym apelował o uznanie patriarchatu moskiewskiego jako władzy kanonicznej.
W październiku 1940 w Krzemieńcu, w pobliżu Ławry Poczajowskiej, powołano prawosławne biskupstwo. Mianowano również prawosławnego biskupa Lwowa, jednak nie zdążył on objąć obowiązków z powodu wybuchu wojny niemiecko-sowieckiej.

## Okupacja niemiecka
Okupacja niemiecka objęła obszar zachodniej części eparchii przemyskiej (136 parafii z 217 tysiącami wiernych), oraz całej Apostolskiej Administracja Łemkowszczyzny (111 parafii z 137 tysiącami wiernych). Cerkiew greckokatolicka na tym obszarze nie była praktycznie prześladowana.
Na ziemie okupowane przez III Rzeszę napłynęło kilkadziesiąt tysięcy uchodźców z ziem okupowanych przez ZSRR.
Obszar pod okupacją niemiecką zarządzany był z Jarosławia przez wikariusza generalnego bp. Grzegorza Łakotę, wydelegowanego na ten teren jeszcze przed spodziewaną wojną przez biskupa ordynariusza Jozafata Kocyłowskiego. Wszyscy biskupi ordynariusze znaleźli się na terenach okupowanych przez ZSRR.
10 czerwca 1940 na wikariusza generalnego Apostolskiej Administracji Łemkowszczyzny powołano ks. Ołeksandra Małynowśkiego, który wkrótce przejął większość obowiązków ciężko chorego administratora ks. Jakiwa Medwećkiego, a po jego rychłej śmierci – niemal natychmiast go zastąpił.
Ponieważ we wrześniu 1939 wyjechał z Polski nuncjusz apostolski Filippo Cortesi, biskupi wszystkich 3 obrządków katolickich kontaktowali się z Watykanem przez osoby prywatne (np. hr. Roberto Malvezzi Campeggi, Luciana Frassati-Gawrońska), oraz nieformalnie przez nuncjusza apostolskiego w Niemczech Cesare Orsenigo.
Po wybuchu wojny niemiecko-sowieckiej w 1941 powrócono do przedwojennego podziału administracyjnego Cerkwi.

## Literatura
- Andrzej Leon Sowa – "Stosunki polsko-ukraińskie 1939-1947. Zarys problematyki", Kraków 1998, ISBN 83-909631-5-8
- Antoni Mironowicz – "Kościół prawosławny na ziemiach polskich w XIX i XX wieku", Białystok 2005, ISBN 83-7431-046-4
- ks. Tadeusz Śliwa – "Kontakty metropolity Szeptyckiego ze Stolicą Apostolską w okresie II wojny światowej", w: "Metropolita Andrzej Szeptycki. Studia i materiały", Kraków 1994, ISBN 83-902528-3-X
- Grzegorz Mazur, Jerzy Skwara, Jerzy Węgierski – "Kronika 2350 dni wojny i okupacji Lwowa", Katowice 2007, ISBN 978-83-86250-49-3